# Las Edades del Hombre (XXV edición)

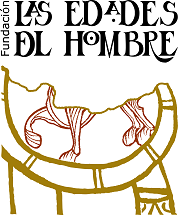
Logotipo oficial de la Fundación de Las Edades del Hombre.

La XXV edición de la serie de exposiciones de Las Edades del Hombre es una muestra de arte sacro organizada de mayo a diciembre de 2021 en las localidades castellanas y leonesas de Burgos, Carrión de los Condes (Palencia) y Sahagún (León).
La exposición, que lleva como título el vocablo latino Lux, se desarrolla en tres puntos del Camino de Santiago francés a su paso por Castilla y León coincidiendo con la celebración del Año Jacobeo 2021 y el octavo centenario de la colocación de la primera piedra de la Catedral de Burgos. La seo burgalesa es una de las cinco sedes de la exhibición. Las restantes son las iglesias de Santa María del Camino y Santiago de Carrión de los Condes y la iglesia de San Tirso y el santuario de la Peregrina de Sahagún.
El evento cultural está organizado por la Fundación de Las Edades del Hombre, que tiene concedida una subvención de 2.000.000 euros de la Junta de Castilla y León para llevarla a cabo. Además, la Consejería de Cultura y Turismo del gobierno autonómico está llevando a cabo un plan de promoción de la muestra con el objetivo de difundirla y lograr un "importante posicionamiento de Castilla y León como destino turístico".

## Designación de sedes
La elección de Burgos, Carrión de los Condes y Sahagún como sedes de la XXV edición de Las Edades del Hombre fue confirmada por los organizadores de la muestra el 5 de diciembre de 2018.
La designación oficial se produjo unas semanas después de que el vicepresidente de la Junta de Castilla y León, Francisco Igea, hiciera público que las tres ciudades iban a acoger la muestra. Este anuncio causó cierta polémica entre el gobierno autonómico, la Fundación Las Edades del Hombre e instituciones locales. Los organizadores se mostraron molestos porque Igea informó de las sedes antes de que ellos hubieran dado el visto bueno. Desde Burgos, el alcalde, Daniel de la Rosa; el Ayuntamiento, la Diputación y la Fundación VIII Centenario de la Catedral. Burgos 2021 pidieron que la exposición se desarrollase en su totalidad allí. A favor de la muestra promovida exclusivamente en Sahagún se llegaron a recoger firmas a través de Internet.

## Temática de la exposición
El hilo conductor de la exhibición será la figura de la Virgen María, cuya presencia en forma de diferentes advocaciones marianas es habitual en catedrales, iglesias, ermitas y monasterios del Camino de Santiago. La exposición arrancará en Burgos, donde se abordará el origen y el sentido de las catedrales.

## Cartel de la muestra
Una vidriera del convento de Las Úrsulas de Salamanca será la imagen de la XXV edición de la exposición de Las Edades del Hombre. En ella aparece la Virgen María mientras es coronada por varios ángeles. Los tonos principales de la obra de arte, rojo, azul y verde, sirven también para dar color al título de la muestra.

## Sedes

### Burgos
La capital burgalesa y su seo acogen por segunda vez una exposición de Las Edades del Hombre. La primera muestra, llamada Libros y Documentos en la Iglesia de Castilla y León, tuvo lugar en 1990 y estuvo compuesta por 471 documentos sobre papel, piedra y pergamino. Recibió más de 500.000 visitantes y fue la exposición bibliográfica más visitada de la historia. La exposición de 2020 ocupará dos claustros del templo.

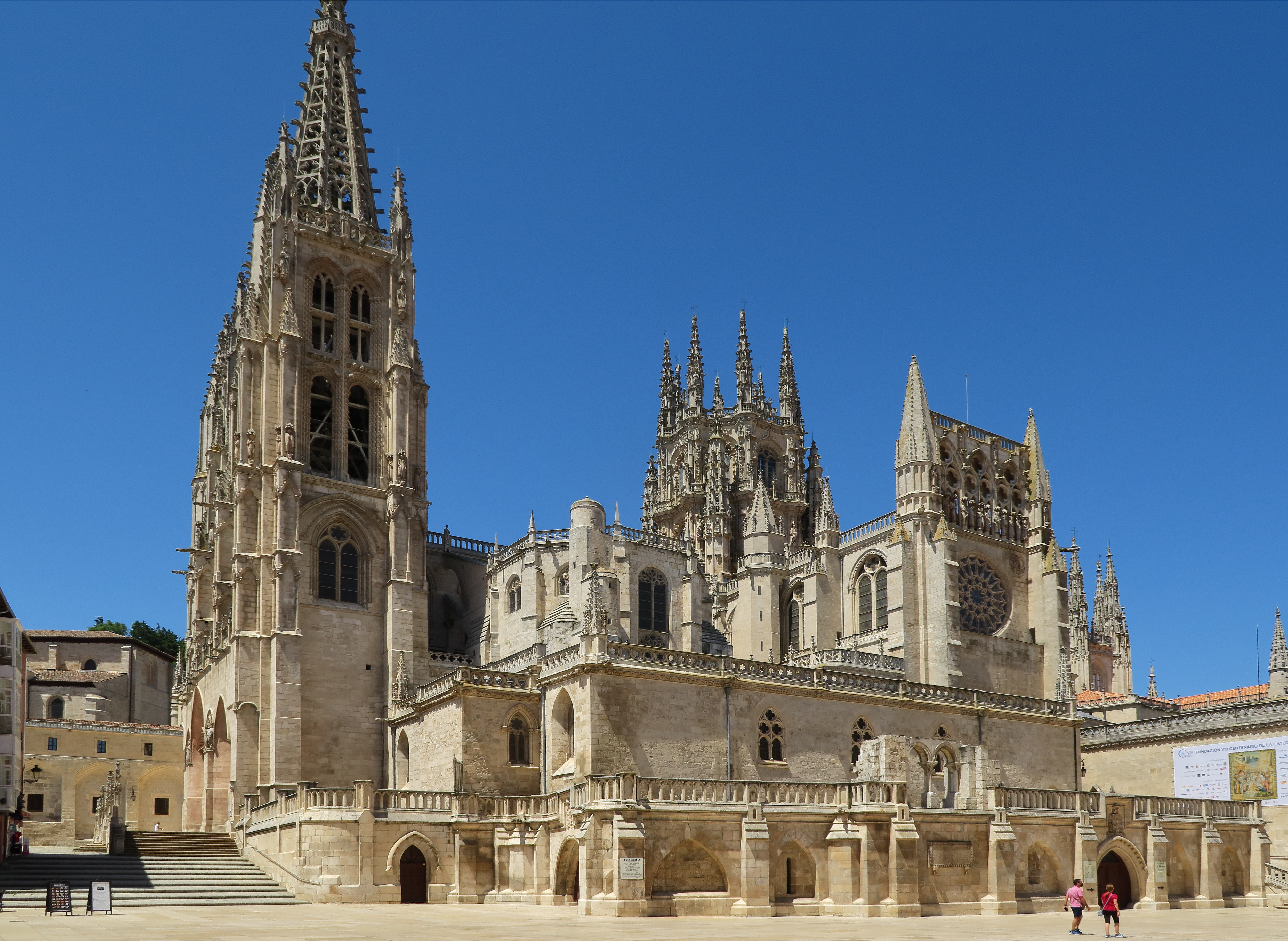
Catedral de Burgos.

#### Catedral
La Santa Iglesia Catedral Basílica Metropolitana de Santa María es un templo catedralicio de culto católico dedicado a la Virgen María. Su construcción comenzó en 1221 siguiendo patrones del gótico francés y sufrió importantísimas modificaciones en los siglos XV y XVI.
Las agujas de la fachada principal, la capilla del Condestable y el cimborrio del crucero dotan al edificio de su perfil inconfundible. En su interior se conservan obras de artistas extraordinarios, como los arquitectos y escultores de la familia Colonia (Juan, Simón y Francisco); el arquitecto Juan de Vallejo, los escultores Gil de Siloé, Felipe Vigarny, Rodrigo de la Haya, Martín de la Haya, Juan de Ancheta y Juan Pascual de Mena, el escultor y arquitecto Diego de Siloé, el rejero Cristóbal de Andino, el vidriero Arnao de Flandes o los pintores Alonso de Sedano, Mateo Cerezo, Sebastiano del Piombo o Juan Ricci, entre otros muchos.
Fue declarada Monumento Nacional en 1885 y Patrimonio de la Humanidad desde 1984. En 1994 fue sometida a una gran restauración.

### Carrión de los Condes
La ciudad carrionesa recibirá por primera vez una muestra de Las Edades del Hombre. Será el tercer municipio de la provincia de Palencia en ser sede tras la capital en 1999 con Memorias y Esplendores y Aguilar de Campoo en 2018 con Mons Dei.
Tanto la iglesia de Santa María del Camino como la iglesia de Santiago serán rehabilitados gracias a una subvención autonómica de 215.000 euros a la diócesis de Palencia. Esta ayuda también se destinará a adaptar los bienes muebles expuestos en el interior de los edificios.

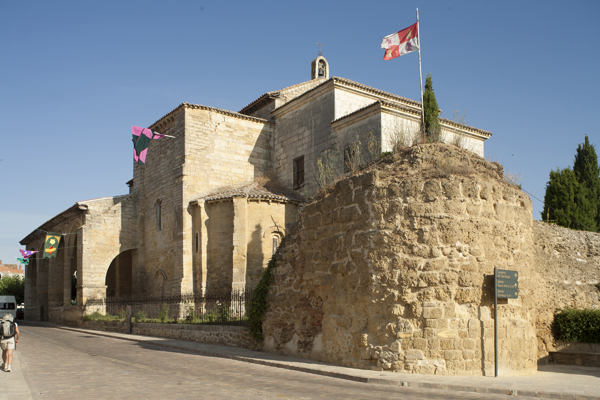
Iglesia de Santa María del Camino de Carrión de los Condes.

#### Iglesia de Santa María del Camino
La iglesia de Santa María del Camino es un templo románico construido a mediados del siglo XII. Es un edificio de grandes dimensiones si se compara con otros del mismo estilo de la provincia y de España que consta de tres naves divididas en cuatro tramos.
La capilla mayor fue derribada en el siglo XVII y la puerta de acceso principal cuenta con un pórtico compuesto por un arco de medio punto, dos arquivoltas y un friso con escenas de la epifanía. En el interior, entre otras joyas, se conservan el Cristo del Amparo, una escultura gótica de artífices renanos del siglo XVII y varios sepulcros.
Actualmente sigue siendo un templo dedicado al culto católico. Desde 1931 es Monumento Nacional.

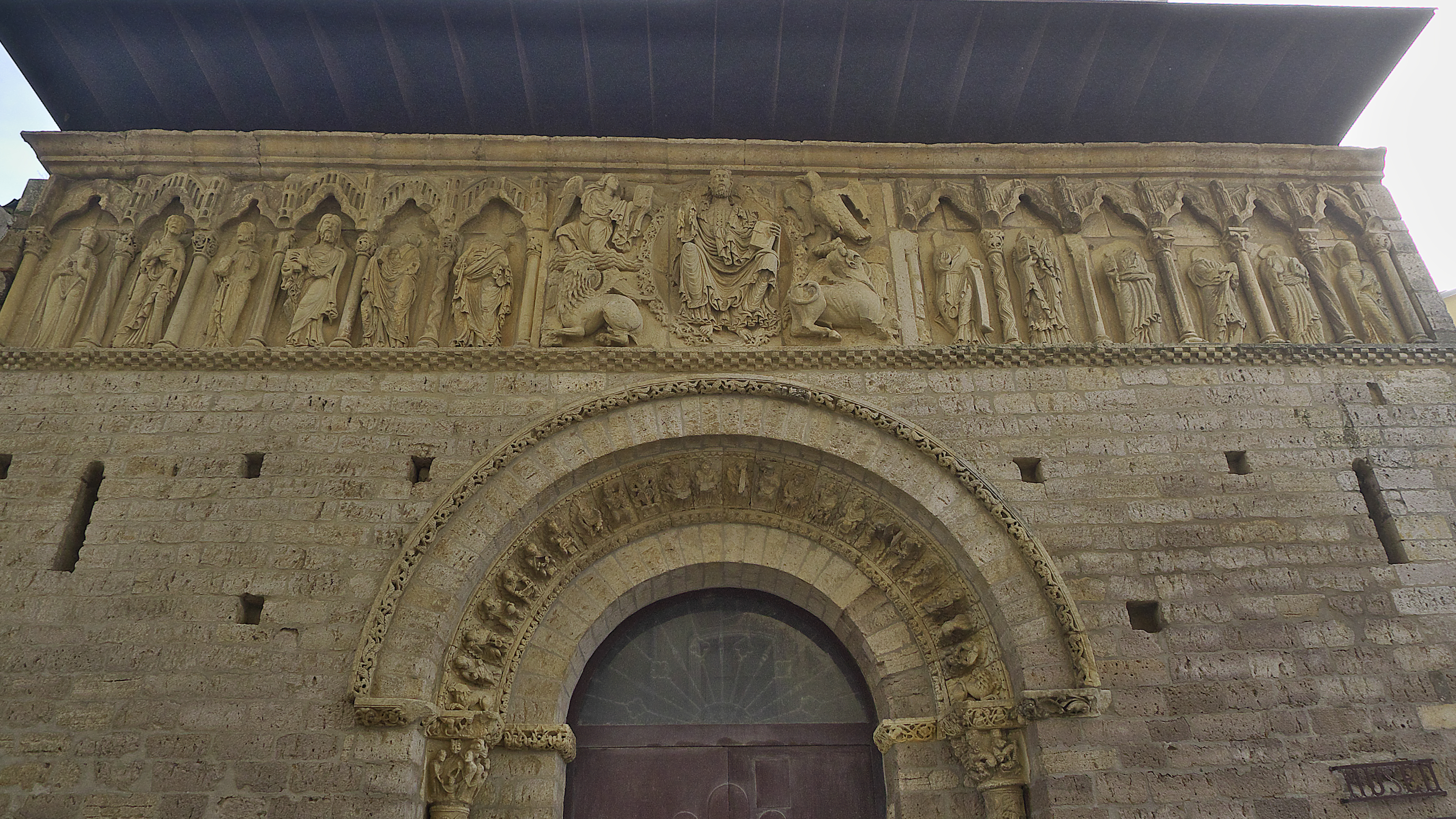
Iglesia de Santiago de Carrión de los Condes

#### Iglesia de Santiago
La iglesia de Santiago fue construida a mediados del siglo XII por el maestro Fruchel. Lo más destacado del edificio es su fachada occidental, una de las más bellas del románico y ejemplo de referencia del estilo románico de transición.
El vano de acceso al templo es de medio punto. Posee una única arquivolta con relieves en disposición radial que apea sobre un par de columnas de fustes zigzagueantes y capiteles historiados. Una línea de imposta con motivos antropomorfos y vegetales entre vástagos enlaza con una chambrana de pámpanos y racimos de vid que cierra el conjunto. Sobre él se alza un magnífico friso que apoya en una imposta taqueada. Lo preside un Pantocrator cobijado en una mandorla y rodeado por el Tetramorfos. A ambos lados de este motivo se extiende el Apostolado bajo arcos trilobulados separados por columnas. Tras ellas representaciones arquitectónicas que deben entenderse como la representación de la Jerusalén Celeste.
Sufrió un incendio durante la Guerra de la Independencia, fue restaurada a finales del siglo XX y desde 1993 alberga un museo de arte sacro formado con piezas procedentes de otras iglesias de la localidad. Desde 1931 es Monumento Nacional.

### Sahagún
La localidad leonesa acogerá por primera vez una muestra de Las Edades del Hombre. Será el cuarto municipio de la provincia de León en ser sede tras la capital en 1991 y 1992 con La Música de la Iglesia de Castilla y León, Astorga en 2000 con Encrucijadas y Ponferrada en 2007 con Yo Camino.

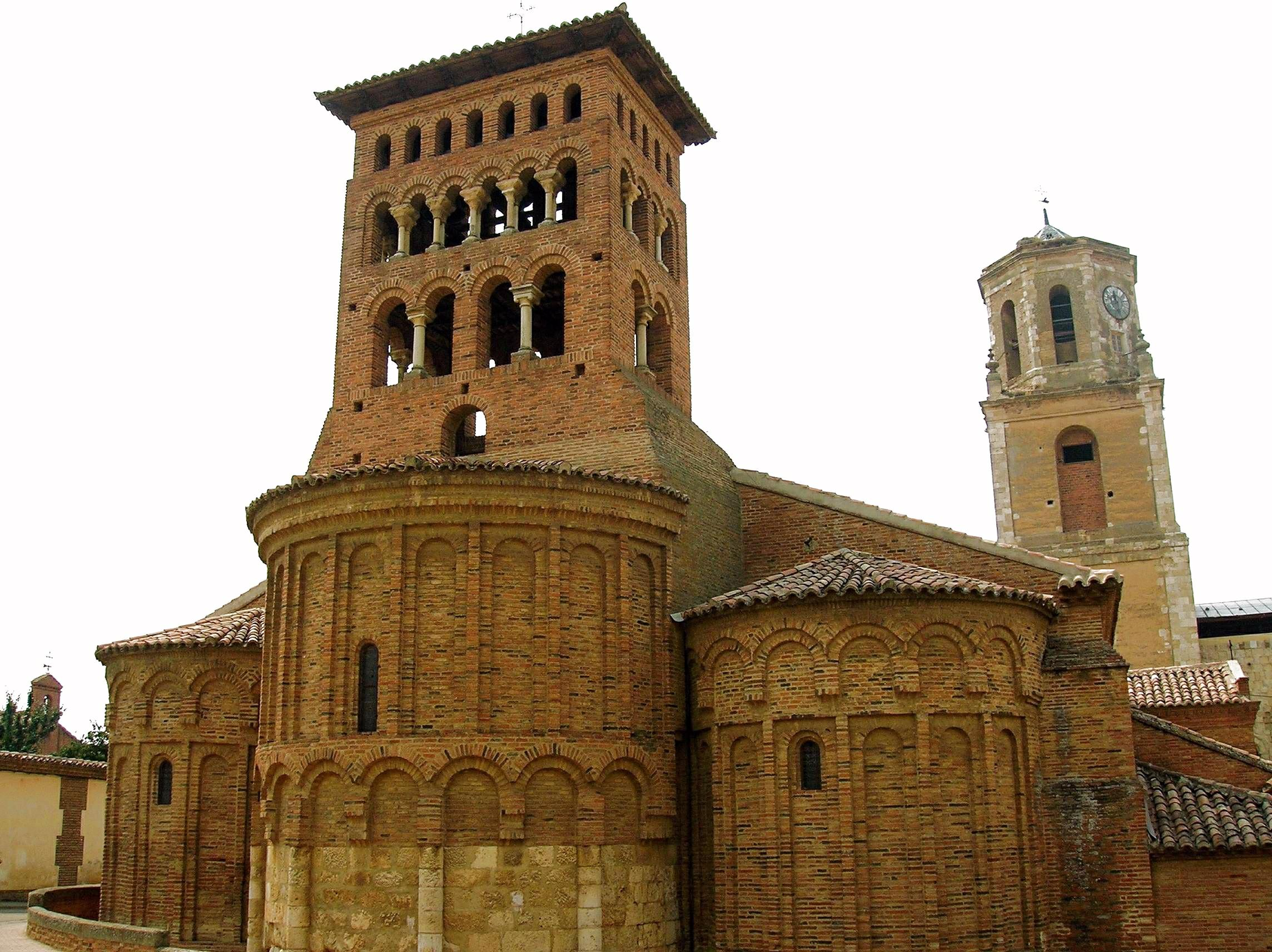
Iglesia de San Tirso de Sahagún

#### Iglesia de San Tirso
La iglesia de San Tirso es un edificio religioso sin culto construido en el siglo XII que figura entre lo más representativo del arte románico-mudéjar de Castilla y León. Puede considerarse a San Tirso, de hecho, la iglesia prototipo que sirvió de ejemplo para edificaciones posteriores en la misma Sahagún, como puede apreciarse en la Iglesia de San Lorenzo, su gemela tipológica, y en las provincias de Zamora, Valladolid, Ávila y Segovia.
El edificio posee una estructura de tres ábsides, mientras que la torre, rectangular y construida con ladrillos, se eleva sobre el tramo recto del central. En el interior se conservan una serie de piezas de interés arqueológico, religioso e histórico y una exposición de maquetas de los monumentos de la localidad.

Desde 1931 es Monumento Histórico-Artístico de interés nacional. Una maqueta a escala de este edificio se encuentra en el Parque temático Mudéjar de Olmedo.

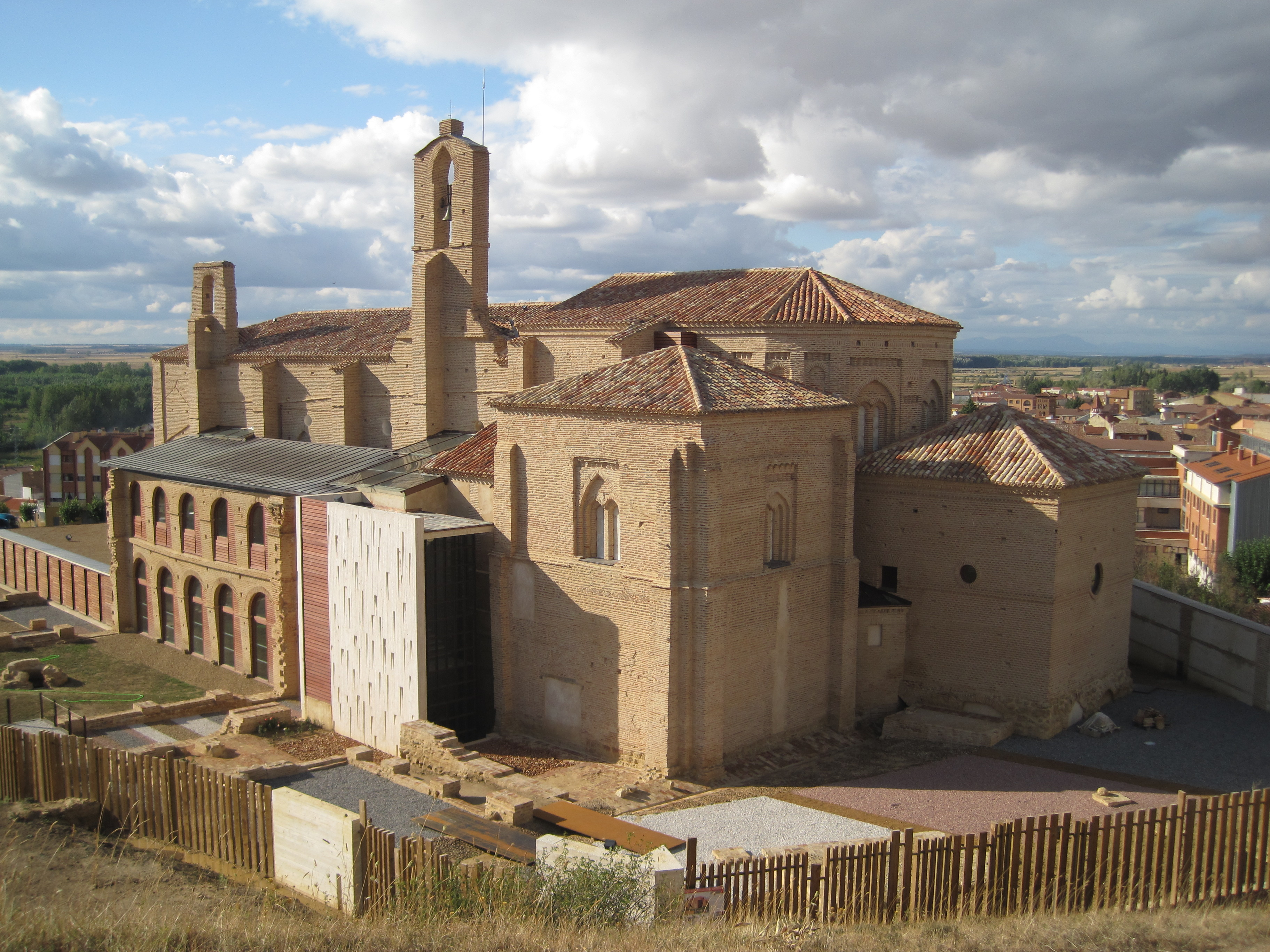
Santuario de la Peregrina de Sahagún.

#### Santuario de la Peregrina
El santuario de la Peregrina está situado en el extrarradio de la villa. Se asienta sobre una colina, que es el punto más alto de la localidad, a 845 m s. n. m., desde donde se divisa la extensa planicie de la comarca de Sahagún, hasta sus confines en la cordillera Cantábrica por el norte, la comarca de Tierra de Campos por el sur, y por el oeste alcanzan a verse, en días medianamente despejados, los montes de León.
Era un convento franciscano fundado hacia 1257. En 1245 visita Sahagún el rey Alfonso X, y a petición de los frailes franciscanos, con anuencia del padre abad del Monasterio de San Benito, fray Nicolás I, y con apoyo del obispo de León, Martín Fernández, los frailes franciscanos comenzaron a preparar el terreno para levantar el convento en el lugar donde antiguamente existió un reducto penitencial conocido como San Juan de la Penitencia.
El edificio se adecúa perfectamente a una de las características fundamentales del románico de Sahagún, el empleo, en lugar de los sillares de piedra, de ladrillos, en lo que se ha venido a llamar románico mudéjar. El edificio actual de la iglesia es el resultado de numerosas reformas y añadidos. Consta de una única nave dividida en cinco tramos y crucero destacado en planta, como es habitual en las iglesias de fundación monástica, con tres capillas laterales y un único ábside, semicircular al interior y poligonal al exterior.
Actualmente es un centro cultural y de estudios del Camino de Santiago.